# 11 grudnia
11 grudnia jest 345. (w latach przestępnych 346.) dniem w kalendarzu gregoriańskim. Do końca roku pozostaje 20 dni.

## Święta
- Imieniny obchodzą: Artur, Damazy, Daniel, Gościwit, Hieronim, Maria, Poncjan, Sabin, Stefan, Waldemar, Walenty, Walentyn, Wilburga i Wojmir
- Burkina Faso – Proklamacja Republiki
- Międzynarodowe – Międzynarodowy Dzień Terenów Górskich (ustanowiony przez Zgromadzenie Ogólne ONZ w 2002)
- wspomnienia i święta w Kościele katolickim[1][2] obchodzą:
  - bł. Artur Bell (męczennik)
  - św. Damazy I (papież)
  - św. Daniel Słupnik z Syrii
  - bł. Hugolin Magalotti[3] († 1373; pustelnik i tercjarz franciszkański czczony przez zakonników jako święty za przyzwoleniem papieża Leona III)[4]
  - św. Maria Maravillas od Jezusa (karmelitanka bosa)
  - św. Wicelin (biskup)

## Wydarzenia w Polsce
- 1519 – Sejm walny w Toruniu uchwalił rozpoczęcie wojny z krzyżakami i wyznaczył nowe podatki na werbunek wojsk zaciężnych.
- 1605 – Król Zygmunt III Waza ożenił się po raz drugi (z Konstancją Habsburżanką).
- 1618 – Zawarto rozejm w Dywilinie kończący II wojnę polsko-rosyjską.
- 1783 – Cesarz Józef II Habsburg wydał rozporządzenie o utworzeniu Cmentarza Stryjskiego we Lwowie.
- 1806 – IV koalicja antyfrancuska: w Sali Redutowej Hotelu Saskiego w Poznaniu Napoleon I Bonaparte i Fryderyk August I podpisali traktat pokojowy między Francją a Saksonią.
- 1866 – Uruchomiono pierwszą linię tramwaju konnego w Warszawie.
- 1869 – W Teatrze Wielkim w Warszawie odbyła się premiera opery Paria, ostatniego ukończonego dzieła Stanisława Moniuszki.
- 1880 – Została założona Cukrownia Kruszwica.
- 1895 – Uruchomiono pierwszą linię tramwajową w Bielsku.
- 1921 – Założono Warszawską Spółdzielnię Mieszkaniową.
- 1922 – Został zaprzysiężony pierwszy prezydent RP Gabriel Narutowicz.
- 1923 – We wsi Antoniówka (powiat radomski) chora psychicznie Cyganka Marianna Dolińska zamordowała czworo swoich dzieci wieszając je na drzewie. Policyjne fotografie z miejsca zbrodni były w ciągu ostatnich kilkunastu lat wykorzystywane w polskich publikacjach jako ilustracje zbrodni dokonanej przez UPA.
- 1927 – Otwarto Elektryczną Kolej Dojazdową w Warszawie.
- 1936:
  - Premiera komedii filmowej pt. Papa się żeni w reżyserii Michała Waszyńskiego.
  - W „Monitorze Polskim” ukazał się komunikat rządowy ostrzegający przed możliwością pozbawienia obywatelstwa polskiego osób biorących udział w hiszpańskiej wojnie domowej.
- 1939:
  - Niemcy przeprowadzili pierwszą egzekucję w lesie Buczyna koło Zbylitowskiej Góry koło Tarnowa.
  - Niemcy wysiedlili pierwszych Polaków z Łodzi.
- 1941 – Polska wypowiedziała wojnę Japonii.
- 1942:
  - Niemcy dokonali masakry co najmniej 164 mieszkańców wsi Kitów na Zamojszczyźnie.
  - Rozpoczął działalność obóz koncentracyjny dla dzieci polskich w Łodzi.
- 1944 – Na terenie wsi Lipówka na szosie z Pińczowa do Działoszyc, oddział partyzancki „Awangarda” dowodzony przez Wasyla Tichonina przeprowadził zamach, zginął w nim komendant niemieckiego obozu Treblinka I SS-Hauptsturmführer Theodor van Eupen, 2 niemieckich podoficerów i lotnik.
- 1946 – Założono klub sportowy Unia Oświęcim.
- 1948 – W Zakopanem funkcjonariusze MBP aresztowali ostatniego Delegata Rządu na Kraj Jerzego Brauna i jego żonę.
- 1971 – Zakończył się VI zjazd PZPR.
- 1973 – Premiera filmu Sanatorium pod Klepsydrą w reżyserii Wojciecha Jerzego Hasa.
- 1976 – Premiera 1. odcinka serialu telewizyjnego Daleko od szosy w reżyserii Zbigniewa Chmielewskiego.
- 1981:
  - Premiera filmu Wahadełko w reżyserii Filipa Bajona.
  - W Teatrze Dramatycznym w Warszawie rozpoczął się Niezależny Kongres Kultury Polskiej.
- 2008:
  - Historyczny zespół Poznania został uznany za pomnik historii.
  - Kajakarz Adam Seroczyński został zdyskwalifikowany za stosowanie niedozwolonego dopingu przez Międzynarodowy Komitet Olimpijski i pozbawiony czwartego miejsca w wyścigu K2 uzyskanego podczas XXIX Letnich Igrzysk Olimpijskich w Pekinie.
  - Otwarto Tunel Krakowskiego Szybkiego Tramwaju.
- 2016 – Otwarto nowy dworzec Łódź Fabryczna po ponad pięcioletniej renowacji
- 2017 – Prezydent RP Andrzej Duda powołał rząd Mateusza Morawieckiego.
- 2023 – Sejm RP nie udzielił wotum zaufania trzeciemu rządowi Mateusza Morawieckiego. Sejmowa większość wybrała Donalda Tuska na premiera.

## Wydarzenia na świecie
- 361 – Julian Apostata wkroczył do Konstantynopola, zapewniając sobie w ten sposób władzę nad całym Imperium rzymskim.
- 969 – Jan I Tzimiskes został cesarzem bizantyńskim.
- 1098 – I wyprawa krzyżowa: krzyżowcy zdobyli Ma’arrat.
- 1282 – W bitwie pod Orewin Bridge poległ ostatni książę niepodległej Walii Llewelyn ap Gruffydd.
- 1474 – Izabela I Katolicka została królową Kastylii i Leónu.
- 1648 – W Kijowie wybuchło powstanie kozackie.
- 1688 – Chwalebna rewolucja: król Anglii i Szkocji Jakub II Stuart został pojmany w Faversham w czasie próby ucieczki do Francji, co jego przeciwnicy uznali za akt abdykacji.
- 1694 – Franciszek I został księciem Parmy i Piacenzy.
- 1708 – Wojna o sukcesję hiszpańską: skapitulowała twierdza Lille.
- 1785 – Cesarz Józef II Habsburg wydał patent legalizujący loże masońskie i zarazem ograniczający ich liczbę oraz poddający je kontroli policyjnej.
- 1789 – Założono Uniwersytet Karoliny Północnej.
- 1792 – Rewolucja francuska: rozpoczął się proces Ludwika XVI.
- 1813 – VI koalicja antyfrancuska: Napoleon Bonaparte zawarł z Hiszpanią separatystyczny pokój podpisując traktat w Valençay.
- 1816 – Indiana jako 19. stan dołączyła do Unii.
- 1829 – W Madrycie odbył się ślub króla Hiszpanii Ferdynanda VII z księżniczką sycylijską Marią Krystyną.
- 1831 – Na plaży w hiszpańskiej Maladze stracono 49 liberalnych powstańców i konstytucjonalistów dowodzonych przez gen. José Maríę de Torrijosa.
- 1845 – Wybuchła I wojna Brytyjczyków z Sikhami.
- 1848 – Powstanie węgierskie: szwadron 2. Pułku Ułanów (84 spieszonych ochotników polskich) Legionów Polskich na Węgrzech pod dowództwem ppłka Władysława Mniszek-Tchorznickiego, wspartych 42. batalionem honwedów, powstrzymał pościg austriackiego korpusu feldmarszałka Franza von Schlika po porażce Węgrów w bitwie pod Koszycami.
- 1852 – Papież Pius IX ustanowił metropolię zagrzebską.
- 1855 – Ignacio Comonfort został prezydentem Meksyku.
- 1858 – Alpharetta w amerykańskim stanie Georgia uzyskała prawa miejskie.
- 1862 – Wojna secesyjna: rozpoczęła się I bitwa pod Fredericksburgiem.
- 1865 – Benizelos Rufos został po raz trzeci premierem Grecji.
- 1868:
  - Przedstawiciele 19 państw podpisali Deklarację petersburską, zakazującą stosowania broni powodującej niepotrzebne cierpienie żołnierzy przeciwnika i odmawiania zakwaterowania pokonanym żołnierzom.
  - Wojna paragwajska: zwycięstwo wojsk brazylijskich nad paragwajskimi w bitwie pod Avaí.
- 1886 – Arsenal F.C. (wówczas występujący pod nazwą Dial Square) rozegrał swój pierwszy mecz, pokonując Eastern Wanderers 6:0.
- 1892 – Práxedes Mateo Sagasta został po raz trzeci premierem Hiszpanii.
- 1895 – Paul Mauser uzyskał niemiecki patent na pistolet Mauser C96.
- 1897 – Położono kamień węgielny pod budowę kościoła Oskara w Sztokholmie.
- 1899 – II wojna burska: zwycięstwo wojsk burskich w bitwie pod Magersfontein.
- 1900 – Garretson Gibson został prezydentem Liberii.
- 1904 – Aleksander Sauli i Gerard Majella zostali kanonizowani przez papieża Piusa X.
- 1905 – W argentyńskim mieście Rivadavia odnotowano rekordowo wysoką temperaturę na kontynencie południowoamerykańskim (+48,9 °C).
- 1906 – W Monachium odbyła się premiera opery baśniowej Mały elf Chrystusa z muzyką Hansa Pfitznera i librettem Ilse von Stach.
- 1907 – Spłonął gmach parlamentu Nowej Zelandii w Wellington.
- 1909:
  - Amerykański astronom Joel Hastings Metcalf odkrył planetoidę Lehigh.
  - Sidney Sonnino został po raz drugi premierem Włoch.
  - Zwodowano włoski niszczyciel „Corazziere”.
- 1911:
  - Tribhuvan Bir Bikram Shah Dev został królem Nepalu.
  - W Nowym Delhi Jerzy V i Maria Teck zostali koronowani na cesarza i cesarzową Indii.
- 1916 – I wojna światowa: włoski pancernik „Regina Margherita”(inne języki) zatonął u wybrzeża Albanii po wejściu na dwie miny ustawione przez niemiecki okręt podwodny SM UC-14, w wyniku czego zginęło 675 spośród 945 członków załogi.
- 1917 – Litwa ogłosiła niepodległość (od Rosji Radzieckiej).
- 1920 – Władze brytyjskie wprowadziły stan wojenny w Irlandii.
- 1925:
  - Bernardino Machado został po raz drugi prezydentem Portugalii.
  - Papież Pius XI ogłosił encyklikę Quas Primas.
- 1931:
  - Niceto Alcalá-Zamora został pierwszym prezydentem II Republiki Hiszpańskiej.
  - Uchwalono Statut Westminsterski regulujący działanie Brytyjskiej Wspólnoty Narodów.
- 1932 – Na sesji Ligi Narodów ogłoszono wspólną brytyjsko-amerykańsko-francuską deklarację o równouprawnieniu Niemiec w rozbudowie sił morskich.
- 1936 – Jerzy VI został królem Wielkiej Brytanii po abdykacji swego brata Edwarda VIII.
- 1937 – Włochy wystąpiły z Ligi Narodów.
- 1939 – Dowódca okrętu podwodnego ORP „Orzeł” Jan Grudziński został odznaczony przez króla Jerzego VI Orderem za Wybitną Służbę.
- 1940:
  - II wojna światowa w Afryce: zwycięstwem wojsk alianckich nad włoskimi zakończyła się dwudniowa bitwa pod Sidi Barrani w Egipcie.
  - Założono miasto Hita na japońskiej wyspie Kiusiu.
- 1941 – Niemcy i Włochy wypowiedziały wojnę USA.
- 1942 – II wojna światowa w Afryce: rozpoczęła się bitwa pod El Agheila.
- 1946 – Powołano Fundusz Narodów Zjednoczonych na rzecz Dzieci (UNICEF).
- 1948 – W zachodnioniemieckim Heppenheim (Bergstraße) założono Wolną Partię Demokratyczną (FDP).
- 1949 – W czasie mszy w kościele we wsi Číhošť w Czechach kilka razy poruszył się na boki półmetrowy krzyż ołtarzowy.
- 1950 – Francuski chemik Paul Charpentier zsyntetyzował lek psychotropowy – chloropromazynę.
- 1954:
  - Premiera filmu Dziewczyna z prowincji w reżyserii George’a Seatona.
  - Przed egipskim sądem odbyła się rozprawa 11 schwytanych agentów izraelskich, z których 2 skazano na karę śmierci.
- 1958 – Górna Wolta (dzisiejsza Burkina Faso) stała się autonomiczną republiką w ramach Wspólnoty Francuskiej.
- 1963:
  - 11 osób zginęło, a 22 odniosły obrażenia w pożarze tawerny „Seeley Club" w Chicago, podpalonej z zemsty przez wyrzuconego z niej wcześniej klienta.
  - Wojna wietnamska: krótko po starcie z bazy lotniczej w Tuy Hòa w Wietnamie Południowym rozbił się amerykański samolot transportowy Fairchild C-123 Provider, w wyniku czego zginęło 85 osób (81 spadochroniarzy południowowietnamskich i 4 oficerów amerykańskich).
  - Premiera zachodnioniemiecko-jugosłowiańsko-włoskiego filmu przygodowego Winnetou: Złoto Apaczów w reżyserii Haralda Reinla.
- 1967 – W Tuluzie zaprezentowano pierwszy ukończony prototyp naddźwiękowego samolotu pasażerskiego Concorde.
- 1970:
  - 31 osób zginęło, a 18 zostało rannych w wyniku zderzenia pociągu ekspresowego z wykolejonymi wagonami pociągu towarowego pod Řikonínem w Czechach. Wśród ofiar śmiertelnych było 30 Polaków.
  - Premiera filmu animowanego Aryskotraci w reżyserii Wolfganga Reithermana, ostatniego który został zaaprobowany przez Walta Disneya, zmarłego w 1966 roku.
- 1973 – RFN i Czechosłowacja podpisały układ o wzajemnych stosunkach.
- 1980 – Premiera 1. odcinka amerykańskiego serialu kryminalnego Magnum.
- 1981:
  - Helmut Schmidt jako pierwszy kanclerz RFN przybył z wizytą do NRD.
  - Muhammad Ali stoczył ostatnią w karierze walkę bokserską.
  - Około 900 osób zamordowano w czasie masakry w El Mozote, dokonanej przez żołnierzy salwadorskiego batalionu Atlacatl.
- 1982 – W brytyjskim programie telewizyjnym po raz ostatni wystąpiła szwedzka grupa ABBA.
- 1987 – Abp Michel Sabbah został łacińskim patriarchą Jerozolimy.
- 1988 – Podczas podchodzenia do lądowania na lotnisku w Leninakanie (Giumri) w Armenii rozbił się radziecki wojskowy samolot Ił-76 z pomocą humanitarną dla ofiar niedawnego trzęsienia ziemi, w wyniku czego zginęło 78 osób.
- 1994:
  - Bomba wniesiona na pokład filipińskiego Boeinga 747 przez terrorystę Ramzi Yousefa eksplodowała podczas ostatniej fazy lotu do Tokio, zabijając jednego pasażera oraz uszkadzając systemy sterowania. Piloci zdołali wylądować awaryjnie na Okinawie.
  - Rozpoczęła się I wojna czeczeńska.
- 1996 – Zakończono negocjacje ws. traktatu nt. zmian klimatycznych (Protokołu z Kioto).
- 1998 – W tajlandzkim mieście Surat Thani, w katastrofie lotu Thai Airways zginęło 101 osób, a 45 zostało rannych.
- 2000 – Podpisano Traktat nicejski.
- 2001 – Chiny wstąpiły do Światowej Organizacji Handlu.
- 2005 – W miejscowości Leverstock Green na północ od Londynu doszło do serii silnych eksplozji w składzie paliw Buncefield należącym do spółki Total Texaco. Ranne zostały 43 osoby, ponad 2 tysiące ewakuowano.
- 2007 – 45 osób zginęło w wybuchach dwóch samochodów-pułapek przed budynkami sądu konstytucyjnego i biura ONZ w Algierze.
- 2008:
  - 55 osób zginęło w samobójczym zamachu bombowym w Kirkuku w północnym Iraku.
  - Amerykański finansista Bernard Madoff został aresztowany przez FBI pod zarzutem wielomiliardowych nadużyć finansowych.
- 2009:
  - Amerykański golfista Tiger Woods przyznał się do zdradzania żony i ogłosił zawieszenie kariery sportowej.
  - Dokonano oblotu wojskowego samolotu transportowego Airbus A400M.
  - W przeddzień pierwszej rocznicy śmierci zbezczeszczono grób i skradziono zwłoki byłego prezydenta Cypru Tassosa Papadopoulosa.
- 2011:
  - Były dyktator Panamy Manuel Noriega, po 22 latach pobytu w amerykańskim, a następnie francuskim więzieniu, został przewieziony do ojczyzny, gdzie jest oskarżony o zabójstwa i zaginięcia opozycjonistów w czasie swych rządów.
  - Oscar Valdés został premierem Peru.
- 2012:
  - Premier Mali Cheick Modibo Diarra został aresztowany przez wojsko, ogłaszając po kilku godzinach rezygnację ze stanowiska i dymisję rządu. Nowym premierem został Django Sissoko.
  - Wojna domowa w Syrii: od 125 do 150 cywilów zginęło w masakrze w wiosce Akrab między Hims a Hamą, przeprowadzonej przez nieustaloną stronę konfliktu.
- 2014 – Zgromadzenie Ogólne ONZ proklamowało Międzynarodowy Dzień Jogi obchodzony 21 czerwca.
- 2016 – 29 osób zginęło a 47 zostało rannych w samobójczym zamachu bombowym w okolicy koptyjskiej katedry św. Marka w Kairze.
- 2018 – Podczas jarmarku bożonarodzeniowego w Strasburgu 29-letni obywatel Francji pochodzenia algierskiego Chérif Chekatt zastrzelił 5 i ranił 10 osób. Dwa dni później zginął w czasie obławy policyjnej.

## Eksploracja kosmosu
- 1972 – Moduł księżycowy z dwoma członkami załogi Apollo 17 wylądował na Księżycu.
- 1998 – Wystrzelono amerykańską sondę marsjańską Mars Climate Orbiter.
- 2022 – Misja bezzałogowa Artemis 1, pierwsza z programu Artemis NASA, zakończyła się wodowaniem kapsuły Orion na Oceanie Spokojnym u wybrzeży Kalifornii Dolnej.

## Urodzili się
- 17 p.n.e. – Gnejusz Domicjusz Ahenobarbus, konsul rzymski, ojciec cesarza Nerona (zm. 40)
- 1388 – Giovanni della Grossa, włoski pisarz, kronikarz (zm. 1464)
- 1445 – Eberhard V, książę Wirtembergii (zm. 1496)
- 1465 – Yoshihisa Ashikaga, japoński siogun (zm. 1489)
- 1475 – Leon X, papież (zm. 1521)
- 1561 – Abraham von Dohna, władca sycowskiego wolnego państwa stanowego (zm. 1613)
- 1566 – Manuel Cardoso, portugalski kompozytor, organista (zm. 1650)
- 1599 – (data chrztu) Pieter Codde, holenderski malarz, poeta (zm. 1678)
- 1651 – Dymitr z Rostowa, rosyjski biskup prawosławny, teolog, dramaturg, poeta, hagiograf (zm. 1709)
- 1656 – Johann Michael Rottmayr, austriacki malarz (zm. 1730)
- 1668 – Apostolo Zeno, włoski poeta, librecista, dziennikarz (zm. 1750)
- 1679 – Pier Antonio Micheli, włoski botanik, mykolog (zm. 1737)
- 1682 – Johann Wahl, niemiecki polityk, burmistrz Gdańska (zm. 1757)
- 1702 – Friedrich Wilhelm von Haugwitz, austriacki polityk (zm. 1765)
- 1709 – Ludwika Elżbieta Orleańska, królowa Hiszpanii (zm. 1742)
- 1712 – Francesco Algarotti, włoski pisarz, fizyk, matematyk, filozof, krytyk i kolekcjoner sztuki (zm. 1764)
- 1733 – Leopoldyna von Sternberg, księżna Liechtensteinu (zm. 1809)
- 1739 – Wilhelm Friedrich Karl von Schwerin, pruski hrabia, dowódca wojskowy, dyplomata (zm. 1802)
- 1756 – Anton Tomaž Linhart, słoweński dramaturg, historyk, pedagog, muzyk, tłumacz (zm. 1795)
- 1758 – Carl Friedrich Zelter, niemiecki kompozytor, dyrygent, pisarz (zm. 1832)
- 1761 – Gian Domenico Romagnosi, włoski polityk, filozof, prawnik, ekonomista, fizyk (zm. 1835)
- 1763 – Stanislas-Marie Maillard, francuski rewolucjonista (zm. 1794)
- 1772 – John Baildon, szkocki hutnik, przemysłowiec, inżynier (zm. 1846)
- 1781 – David Brewster, szkocki fizyk (zm. 1868)
- 1783 – Max von Schenkendorf, niemiecki poeta (zm. 1817)
- 1792 – Joseph Mohr, austriacki duchowny katolicki, autor tekstu kolędy Cicha noc (zm. 1848)
- 1793 – Pietro Antonio Coppola, włoski kompozytor, dyrygent (zm. 1876)
- 1801:
  - Christian Dietrich Grabbe, niemiecki dramaturg, komediopisarz (zm. 1836)
  - Jean-Baptiste Pompallier, francuski duchowny katolicki, wikariusz apostolski Oceanii Zachodniej i Nowej Zelandii, pierwszy biskup Auckland (zm. 1871)
- 1803 – Hector Berlioz, francuski kompozytor, pisarz i krytyk muzyczny (zm. 1869)
- 1806 – Otto Wilhelm Hermann von Abich, niemiecki geolog, mineralog, wykładowca akademicki (zm. 1886)
- 1810 – Alfred de Musset, francuski poeta, prozaik, dramaturg (zm. 1857)
- 1821 – Karol od św. Andrzeja, holenderski duchowny katolicki, święty (zm. 1893)
- 1824:
  - Víctor Balaguer i Cirera, hiszpański pisarz, polityk narodowości katalońskiej (zm. 1901)
  - Salomon Kauffmann, niemiecki przemysłowiec pochodzenia żydowskiego (zm. 1900)
- 1828 – Walerian Przewłocki, polski zakonnik, porucznik, działacz niepodległościowy i społeczny, emigrant (zm. 1895)
- 1830 – Kamehameha V, król Hawajów (zm. 1872)
- 1833 – Ramón Verea, hiszpański wynalazca (zm. 1899)
- 1836:
  - Henry Bulwer, brytyjski urzędnik kolonialny (zm. 1914)
  - Damas Calvet i de Budallès, kataloński inżynier, poeta, dramaturg (zm. 1891)
- 1837 – Webster Paulson, brytyjski inżynier, architekt (zm. 1887)
- 1841 – Albert Eduard Toepffer, niemiecki przemysłowiec (zm. 1924)
- 1843:
  - Robert Koch, niemiecki lekarz, bakteriolog, wykładowca akademicki, laureat Nagrody Nobla (zm. 1910)
  - Józef Krzysztofowicz, polski ziemianin, polityk (zm. ?)
- 1845:
  - Spiridion Brusina, chorwacki przyrodnik, malakolog, paleontolog (zm. 1908)
  - Jan Kleniewski, polski ziemianin, przemysłowiec, rolnik (zm. 1918)
  - Zofia Kowerska, polska pisarka, krytyk literacki (zm. 1929)
- 1847:
  - Włodzimierz Adam Łoś, polski ziemianin, polityk (zm. 1911)
  - Richard Thoma, niemiecki patolog (zm. 1923)
- 1849 – Ellen Key, szwedzka pisarka, feministka, pedagog (zm. 1926)
- 1850 – Maria Hamilton, brytyjska arystokratka (zm. 1922)
- 1852 – Benedykt Henryk Tyszkiewicz, polski hrabia, ziemianin, fotograf (zm. 1935)
- 1853 – Adam Ripper, polski generał audytor cesarskiej i królewskiej Armii (zm. 1930)
- 1856 – Gieorgij Plechanow, rosyjski rewolucjonista, teoretyk marksizmu, publicysta, filozof (zm. 1918)
- 1857:
  - Chaim Eitingon, niemiecki handlarz futrami, filantrop pochodzenia żydowskiego (zm. 1932)
  - Józef Polak, polski lekarz, działacz społeczny (zm. 1928)
- 1858 – Robert Henderson, brytyjski lekarz wojskowy, rugbysta (zm. 1924)
- 1859:
  - Paul Hankar, belgijski architekt (zm. 1901)
  - Józef Nusbaum-Hilarowicz, polski zoolog, ewolucjonista, wykładowca akademicki (zm. 1917)
- 1860:
  - Nikołaj von Essen, rosyjski admirał pochodzenia niemieckiego (zm. 1915)
  - Viggo Langer, duński malarz (zm. 1942)
- 1862:
  - Denver S. Church, amerykański polityk (zm. 1952)
  - Max Giemsa, niemiecki architekt, polityk (zm. 1915)
- 1863:
  - Charles G. Bennett, amerykański polityk (zm. 1914)
  - Annie Jump Cannon, amerykańska astronom (zm. 1941)
  - Emanuel Hohenauer de Charlenz, polski generał brygady (zm. 1946)
- 1864 – Maurice Leblanc, francuski pisarz (zm. 1941)
- 1865 – Frida Stéenhoff, szwedzka pisarka, działaczka społeczna (zm. 1945)
- 1867 – Antonio Conte, włoski szablista (zm. 1953)
- 1868:
  - William Parks, kanadyjski geolog, paleontolog, wykładowca akademicki (zm. 1936)
  - Akiva Aryeh Weiss, żydowski architekt, urbanista, syjonista (zm. 1947)
- 1871 – Alfred Bielschowsky, niemiecki okulista, wykładowca akademicki (ur. 1940)
- 1872 – Andrij Jakowliw, ukraiński prawnik, polityk, p.o. premiera URL na emigracji (zm. 1955)
- 1873 – Josip Plemelj, słoweński matematyk, wykładowca akademicki (zm. 1967)
- 1874 – Paul Wegener, niemiecki aktor, reżyser filmowy (zm. 1948)
- 1876:
  - Raymond Bauwens, belgijski żeglarz sportowy (zm. ?)
  - Léon Huybrechts, belgijski żeglarz sportowy (zm. 1956)
  - Mieczysław Karłowicz, polski kompozytor, dyrygent (zm. 1909)
- 1880:
  - Julius Bab, niemiecki historyk, krytyk teatralny, dramatopisarz (zm. 1955)
  - Siegfried Taubert, niemiecki SS-Obergruppenführer (zm. 1946)
- 1882:
  - Andrij Bandera, ukraiński duchowny greckokatolicki, działacz społeczny (zm. 1941)
  - Henryk Bednarski, polski taternik, ratownik TOPR, narciarz, instruktor narciarski (zm. 1945)
  - Subramania Bharati, indyjski poeta (zm. 1921)
  - Max Born, niemiecki matematyk, fizyk, wykładowca akademicki, laureat Nagrody Nobla pochodzenia żydowskiego (zm. 1970)
  - Fiorello La Guardia, amerykański adwokat, polityk, burmistrz Nowego Jorku pochodzenia włoskiego (zm. 1947)
  - Joan Romeu y Canadell, hiszpański duchowny katolicki, misjonarz, męczennik, błogosławiony (zm. 1936)
  - George Stewart, szkocki piłkarz (zm. 1962)
- 1883:
  - Stanisław Adamczewski, polski krytyk i historyk literatury (zm. 1952)
  - Ercole Olgeni, włoski wioślarz (zm. 1947)
- 1884:
  - Wilhelm Brückner, niemiecki pułkownik (zm. 1954)
  - Władysław Chmielewski, polski rotmistrz, działacz niepodległościowy (zm. 1928)
  - Mieczysław Łebkowski, polski major kawalerii, działacz niepodległościowy (zm. 1935)
- 1885 – Nessa Cohen, amerykańska rzeźbiarka (zm. 1976)
- 1886:
  - Božena Laglerová, czeska pilotka (zm. 1941)
  - Jan Wittstock, polski działacz plebiscytowy (zm. 1962)
- 1887:
  - Hanns Kerrl, niemiecki polityk nazistowski (zm. 1941)
  - Marianne Moore, amerykańska pisarka (zm. 1972)
  - Sotir Papahristo, albański pedagog, działacz oświatowy (zm. 1979)
  - Mieczysław Trajdos, polski adwokat, publicysta, działacz polityczny (zm. 1942)
  - Franciszek Unrug, polski ziemianin, uczestnik powstania wielkopolskiego, porucznik czasu wojny ZWZ-AK (zm. 1945)
- 1888 – Wolfgang Fischer, niemiecki generał porucznik (zm. 1943)
- 1889 – Stanisław Maciątek, polski duchowny katolicki, działacz społeczny (zm. 1940)
- 1890:
  - Carlos Gardel, argentyński śpiewak pochodzenia francuskiego (zm. 1935)
  - Józef Grycz, polski bibliotekarz (zm. 1954)
  - Mark Tobey, amerykański malarz (zm. 1976)
  - Rudolf Wiesner, niemiecki polityk nazistowski (zm. 1974)
- 1891:
  - Zenon Waśniewski, polski poeta, literat, malarz, grafik, wydawca (zm. 1945)
  - W. Wołodarski, rosyjski rewolucjonista, bolszewik, polityk pochodzenia żydowskiego (zm. 1918)
- 1892:
  - Giacomo Lauri-Volpi, włoski śpiewak operowy (tenor) (zm. 1979)
  - Edil Rosenqvist, fiński zapaśnik (zm. 1973)
- 1893:
  - Alceu Amoroso Lima, brazylijski prozaik, eseista, krytyk literacki, pedagog (zm. 1983)
  - Mikołaj Niedźwiedzki, polski kompozytor, muzykolog, poeta (zm. po 1976)
- 1894 – Martin Linge, norweski aktor, kapitan (zm. 1941)
- 1895:
  - Kazimierz Chmielewski, polski major piechoty (zm. 1941)
  - Ruth Fischer, austriacka i niemiecka działaczka komunistyczna (zm. 1961)
  - Adam Tomaszewski, polski językoznawca, pedagog (zm. 1945)
- 1896:
  - Sabino Bilbao, hiszpański piłkarz (zm. 1983)
  - Józef Garbień, polski piłkarz, lekarz, kapitan rezerwy służby zdrowia (zm. 1954)
  - Daniił Kondratiuk, radziecki generał porucznik, pilot nawigator (zm. 1956)
  - Delbert L. Stapley, amerykański przywódca religijny i misjonarz mormoński (zm. 1978)
- 1897:
  - Amalia Abad Casasempere, hiszpańska działaczka Akcji Katolickiej, męczennica, błogosławiona (zm. 1936)
  - Stiepan Pietrowski, radziecki pułkownik, generał brygady LWP (zm. po 1966)
  - Harold Sutcliffe, brytyjski polityk (zm. 1958)
  - Antonio Taffi, włoski duchowny katolicki, arcybiskup, dyplomata papieski (zm. 1970)
- 1898:
  - Lucjan Głowacki, polski działacz robotniczy, samorządowiec, polityk, poseł do KRN i na Sejm Ustawodawczy (zm. 1951)
  - Joseph-Marie Trịnh Như Khuê, wietnamski duchowny katolicki, arcybiskup Hanoi, kardynał (zm. 1978)
- 1899:
  - Julio de Caro, argentyński muzyk tanga, kompozytor, skrzypek, dyrygent (zm. 1980)
  - Alexander zu Dohna, niemiecki książę, żołnierz (zm. 1997)
  - Edward Toms, brytyjski lekkoatleta, sprinter (zm. 1971)
- 1900 – Andreas Alariesto, fiński malarz prymitywista (zm. 1989)
- 1901:
  - Dave Halliday, szkocki piłkarz, trener (zm. 1970)
  - Wojciech Kosiba, polski działacz komunistyczny, polityk, poseł na Sejm PRL (zm. 1975)
  - Michael Oakeshott, brytyjski historyk, filozof, wykładowca akademicki (zm. 1990)
  - Harry Schreurs, holenderski piłkarz (zm. 1973)
- 1902:
  - Werner Hartmann, niemiecki komandor (zm. 1964)
  - Wiktor Łukomski, polski laryngolog (zm. 1957)
- 1904:
  - Romano Caneva, włoski bokser (zm. 1980)
  - Marcel Capelle, francuski piłkarz (zm. 1993)
  - Roberto Copernico, włoski trener piłkarski (zm. 1988)
  - Felix Nussbaum, niemiecki malarz pochodzenia żydowskiego (zm. 1944)
  - Nicola Riezzo, włoski duchowny katolicki, biskup Castellanety, Sługa Boży (zm. 1998)
  - Francis Tyler, amerykański bobsleista (zm. 1956)
- 1905:
  - Erskine Hamilton Childers, irlandzki polityk, prezydent Irlandii (zm. 1974)
  - Willy Røgeberg, norweski strzelec sportowy (zm. 1969)
  - Gilbert Roland, amerykański aktor pochodzenia meksykańskiego (zm. 1994)
- 1906:
  - Birago Diop, senegalski poeta, prozaik, dramaturg, dyplomata (zm. 1989)
  - Samarendra Nath Roy, amerykański matematyk i statystyk (zm. 1964)
- 1907 – Aleksander Bekier, polski podpułkownik, działacz komunistyczny, dyplomata pochodzenia żydowskiego (zm. 1963)
- 1908:
  - Elliott Carter, amerykański kompozytor (zm. 2012)
  - Amon Göth, austriacki funkcjonariusz nazistowski, zbrodniarz wojenny (zm. 1946)
  - Aleksander Janta-Połczyński, polski pisarz, dziennikarz, podróżnik (zm. 1974)
  - Clarence Dickinson Long, amerykański polityk (zm. 1994)
  - Irena Misztal, polska nauczycielka, pisarka pochodzenia rosyjskiego (zm. 2003)
  - Manoel de Oliveira, portugalski reżyser filmowy (zm. 2015)
  - Waldemar Preiss, polski duchowny luterański (zm. 1973)
  - Ruth Weiss, chińska dziennikarka pochodzenia austriackiego (zm. 2006)
  - Franz Zingerle, austriacki narciarz alpejski (zm. 1988)
- 1909:
  - Mykoła Łebed´, ukraiński działacz nacjonalistyczny (zm. 1998)
  - John Wyer, brytyjski inżynier i menedżer wyścigowy (zm. 1989)
- 1910:
  - Palo Bielik, słowacki aktor, reżyser i scenarzysta filmowy (zm. 1983)
  - Val Guest, brytyjski reżyser filmowy (zm. 2006)
  - Eugeniusz Romiszewski, polski publicysta, korespondent wojenny, poeta, prozaik (zm. 1983)
- 1911:
  - Heinrich Lehmann-Willenbrock, niemiecki komandor porucznik, dowódca okrętów podwodnych (zm. 1986)
  - Nadżib Mahfuz, egipski pisarz, laureat Nagrody Nobla (zm. 2006)
  - Qian Xuesen, chiński naukowiec w dziedzinach aeronautyki i astronautyki (zm. 2009)
  - Jan Zając, polski duchowny katolicki, jezuita, Sługa Boży (zm. 1945)
- 1912 – Carlo Ponti, włoski producent filmowy (zm. 2007)
- 1913:
  - Stig Cederberg, szwedzki bokser (zm. 1980)
  - Jean Marais, francuski aktor (zm. 1998)
- 1914 – Ryszard Klachacz, polski funkcjonariusz policji (zm. 2011)
- 1916:
  - Pérez Prado, kubański pianista, kompozytor, aranżer, lider orkiestry (zm. 1989)
  - Jakob Streitle, niemiecki piłkarz, trener (zm. 1982)
  - Olgierd Wojtasiewicz, polski językoznawca sinolog, tłumacz (zm. 1995)
- 1918:
  - Zygmunt Kałużyński, polski krytyk filmowy, popularyzator historii kina, publicysta (zm. 2004)
  - Jerzy Panek, polski malarz, grafik (zm. 2001)
  - Aleksandr Sołżenicyn, rosyjski pisarz, dysydent, laureat Nagrody Nobla (zm. 2008)
- 1919:
  - Paavo Aaltonen, fiński gimnastyk (zm. 1962)
  - Abd al-Hakim Amir, egipski dowódca wojskowy, polityk (zm. 1967)
  - Witold Damasiewicz, polski malarz, grafik, pedagog (zm. 1996)
  - Tadeusz Zygmunt Lachowicz, polski pułkownik, mikrobiolog (zm. 2010)
  - Mieczysław Tarka, polski piłkarz, trener (zm. 1976)
  - Lucien Teisseire, francuski kolarz szosowy (zm. 2007)
  - Tadeusz Waczkowski, polski aktor (zm. 1981)
  - Marie Windsor, amerykańska aktorka (zm. 2000)
- 1920:
  - Mieczysław Jarmicki, polski podporucznik, członek ruchu oporu (zm. 1943)
  - Nikolaus Obermauer, niemiecki bokser (zm. 2001)
  - Janina Waśniowska, polska polityk, poseł na Sejm PRL (zm. 1989)
- 1921:
  - Tadeusz Bogucki, polski aktor (zm. 1986)
  - Liz Smith, brytyjska aktorka (zm. 2016)
  - Jean Swiatek, francuski piłkarz pochodzenia polskiego (zm. 2017)
  - Janusz Zawodny, polski politolog, historyk (zm. 2012)
- 1922:
  - Grigoris Bithikotsis, grecki piosenkarz (zm. 2005)
  - Zofia Bystrzycka, polska pisarka (zm. 2011)
  - Dilip Kumar, indyjski aktor (zm. 2021)
  - Grace Paley, amerykańska pisarka (zm. 2007)
- 1923:
  - Dario Antoniozzi, włoski prawnik, polityk, minister, eurodeputowany (zm. 2019)
  - Betsy Blair, amerykańska aktorka (zm. 2009)
  - Hans Wetterström, szwedzki kajakarz (zm. 1980)
- 1924:
  - Ben Abraham, brazylijski dziennikarz, pisarz (zm. 2015)
  - Charles Bachman, amerykański specjalista nauk komputerowych (zm. 2017)
  - André Boerstra, holenderski hokeista na trawie (zm. 2001)
  - Zygmunt Goławski, polski wojskowy, działacz społeczny, żołnierz NSZ, działacz podziemia niepodległościowego i opozycji antykomunistycznej (zm. 2021)
  - Giovanni Saldarini, włoski duchowny katolicki, arcybiskup Turynu, kardynał (zm. 2011)
  - Ewa Żygulska, polska malarka, rzeźbiarka (zm. 1997)
- 1925:
  - John Robert Gorman, amerykański duchowny katolicki, biskup pomocniczy Chicago (zm. 2025)
  - Paul Greengard, amerykański neurobiolog, laureat Nagrody Nobla (zm. 2019)
  - Syd Luyt, południowoafrykański lekkoatleta, maratończyk (zm. 2010)
  - Juan Conway McNabb, amerykański duchowny katolicki, biskup Chulucanas w Peru (zm. 2016)
- 1926:
  - Jules Angst, szwajcarski psychiatra
  - Diego Natale Bona, włoski duchowny katolicki, biskup Porto-Santa Rufina i Saluzzo (zm. 2017)
  - Big Mama Thornton, amerykańska wokalistka i kompozytorka bluesowa (zm. 1984)
- 1927:
  - Dovima, amerykańska modelka (zm. 1990)
  - Stein Eriksen, norweski narciarz alpejski (zm. 2015)
  - Teresa Kujawa, polska tancerka, choreograf, pedagog (zm. 2020)
  - Walerian Piotrowski, polski prawnik, adwokat, polityk, senator RP (zm. 2023)
- 1928:
  - Tomás Gutiérrez Alea, kubański reżyser filmowy (zm. 1996)
  - Witold Zdaniewicz, polski duchowny katolicki, pallotyn, socjolog (zm. 2017)
  - Renny Ottolina, wenezuelski prezenter, producent i polityk (zm. 1978)
- 1929:
  - Jerzy Cepik, polski pisarz (zm. 2020)
  - Angel Hobayan, filipiński duchowny katolicki, biskup Catarman (zm. 2023)
  - Ryszard Krzyżanowski, polski aktor (zm. 2005)
- 1930:
  - Chus Lampreave, hiszpańska aktorka (zm. 2016)
  - Walentina Litujewa, radziecka lekkoatletka, skoczkini w dal (zm. 2008)
  - Carmelo Morelos, filipiński duchowny katolicki, arcybiskup Zamboangi (zm. 2016)
  - Jewhen Łemeszko, ukraiński piłkarz, trener (zm. 2016)
  - Jean-Louis Trintignant, francuski aktor (zm. 2022)
  - Amelia Wershoven, amerykańska lekkoatletka, oszczepniczka (zm. 2013)
- 1931:
  - Ernie Beck, amerykański koszykarz (zm. 2024)
  - Ronald Dworkin, amerykański prawnik, filozof, wykładowca akademicki (zm. 2013)
  - Bogusław Gdowski, polski matematyk, wykładowca akademicki (zm. 2009)
  - Rita Moreno, amerykańska aktorka, tancerka, piosenkarka
  - Osho (guru), indyjski guru (zm. 1990)
  - Pierre Pilote, kanadyjski hokeista (zm. 2017)
  - (lub 9 grudnia) Jerzy Twardokens, polski szermierz (zm. 2015)
  - Kazimierz Wiśniak, polski malarz, scenograf
  - Aleksandra Zawadzka, polska inżynier, polityk, poseł na Sejm PRL (zm. 2016)
- 1932:
  - Dariusz Fikus, polski dziennikarz, publicysta (zm. 1996)
  - Anne Heywood, brytyjska aktorka
  - Aladár Kovácsi, węgierski pięcioboista nowoczesny (zm. 2010)
  - Andrzej Kulig, polski patomorfolog, wykładowca akademicki
  - Witold Niedek, polski generał brygady
  - James D. Tucker, amerykański koszykarz (zm. 2020)
- 1933:
  - Rock Demers, kanadyjski producent filmowy (zm. 2021)
  - Marek Eminowicz, polski historyk, nauczyciel, działacz społeczny pochodzenia ormiańskiego (zm. 2013)
  - Andrzej Wojtczak, polski lekarz internista, specjalista ds. zdrowia publicznego (zm. 2020)
- 1934 – Krystyna Chimanienko, polska aktorka, piosenkarka (zm. 1972)
- 1935:
  - Pranab Mukherjee, indyjski polityk, minister finansów, spraw zagranicznych i obrony, prezydent Indii (zm. 2020)
  - Amaury Pasos, brazylijski koszykarz (zm. 2024)
  - Ferdinand Alexander Porsche, niemiecki inżynier, projektant i konstruktor samochodów (zm. 2012)
  - Wojciech Rowiński, polski chirurg, transplantolog (zm. 2014)
- 1936:
  - Hans van den Broek, holenderski prawnik, polityk, minister spraw zagranicznych, komisarz europejski (zm. 2025)
  - Erich Hagen, niemiecki kolarz szosowy (zm. 1978)
- 1937:
  - Zenon Bester, polski śpiewak operowy i musicalowy (bas-baryton) (zm. 2012)
  - Sokrat Dżindżolia, abchaski dziennikarz, polityk, premier Abchazji
  - Oscar López, argentyński piłkarz, trener
  - Helmut Simon, niemiecki alpinista amator, odkrywca Ötziego (zm. 2004)
- 1938:
  - Jerzy Józef Kopeć, polski duchowny katolicki, pasjonista, teolog, liturgista (zm. 2010)
  - Heshmat Mohajerani, irański piłkarz, trener
  - McCoy Tyner, amerykański pianista jazzowy (zm. 2020)
- 1939:
  - Tom Hayden, amerykański pisarz, działacz społeczny, polityk (zm. 2016)
  - Bevo Nordmann, amerykański koszykarz, trener (zm. 2015)
  - Herbert Neder, niemiecki polityk (zm. 2015)
  - Janusz Werstler, polski nauczyciel, poeta, publicysta (zm. 2016)
- 1940:
  - Ramón Díaz del Río Jáudenes, hiszpański inżynier, samorządowiec, polityk, eurodeputowany (zm. 2023)
  - Barbara Dzido-Lelińska, polska aktorka
  - Donna Mills, amerykańska aktorka
  - Zdzisław Skorupa, polski polityk, poseł na Sejm PRL
  - Stanisław Szlęzak, polski dziennikarz, artysta fotograf (zm. 2013)
- 1941:
  - Max Baucus, amerykański polityk, senator
  - Robert Fellowes, brytyjski arystokrata (zm. 2024)
  - Bronisław Kazimierz Przybylski, polski kompozytor (zm. 2011)
  - Gertruda Szumska, polska nauczycielka, polityk, poseł na Sejm RP
- 1942:
  - Tadeusz Buksiński, polski filozof, wykładowca akademicki
  - Derek Parfit, brytyjski filozof (zm. 2017)
  - Frank Schöbel, niemiecki piosenkarz
  - Karen Susman, amerykańska tenisistka
- 1943:
  - Alain de Benoist, francuski pisarz, politolog, dziennikarz
  - Martin Currie, kanadyjski duchowny katolicki, arcybiskup St. John’s
  - John Kerry, amerykański polityk, senator
  - Tadeusz Salwa, polski samorządowiec, prezydent Krakowa (zm. 2014)
  - Boris Strielcow, rosyjski piłkarz, trener
  - Jadwiga Strzelecka, polska piosenkarka
- 1944:
  - Teri Garr, amerykańska aktorka (zm. 2024)
  - Brenda Lee, amerykańska piosenkarka
  - Gianni Morandi, włoski piosenkarz, aktor, prezenter telewizyjny
  - Ennio Preatoni, włoski lekkoatleta, sprinter
- 1945:
  - Jaroslava Valentová, czeska lekkoatletka, skoczkini wzwyż
  - Eleonora Zielińska, polska prawnik, adwokat, sędzia Trybunału Stanu
- 1946:
  - Michał Globisz, polski piłkarz, trener
  - Marek Jackowski, polski gitarzysta, kompozytor, członek zespołu Maanam (zm. 2013)
  - Susanne Kastner, niemiecka polityk
- 1947 – Robert Van Lancker, belgijski kolarz torowy i szosowy
- 1948:
  - Roman Kosmala, polski rzeźbiarz, malarz, rysownik, pedagog
  - Wojciech Nowiński, polski trener piłki ręcznej, komentator sportowy (zm. 2019)
  - Chester Thompson, amerykański perkusista
- 1949:
  - Ivan Buljan, chorwacki piłkarz
  - Noel Campbell, irlandzki piłkarz, trener (zm. 2022)
  - Andrzej Chwalba, polski historyk, eseista
  - Roman Dziarski, polski immunolog, mikrobiolog
  - Barbara Goszczyńska, polska doktor habilitowana nauk technicznych
  - Laura Nappi, włoska lekkoatletka, sprinterka
- 1950:
  - Tomasz Bugaj, polski dyrygent, pedagog
  - Nino Frassica, włoski aktor, komik
- 1951:
  - Spike Edney, brytyjski muzyk i wokalista rockowy
  - Paweł Jankiewicz, polski prawnik, związkowiec, polityk, senator i poseł na Sejm RP
  - Emil Walenty Pływaczewski, polski prawnik, kryminolog
  - Marcin Sławiński, polski reżyser teatralny, aktor
  - Ria Stalman, holenderska lekkoatletka, oszczepniczka
- 1952:
  - Beata Dziadura, polska wioślarka
  - Thomas Gumpert, niemiecki aktor (zm. 2021)
  - Susan Seidelman, amerykańska reżyserka filmowa
- 1953:
  - Ilona Békési, węgierska gimnastyczka
  - Janusz Dzięcioł, polski strażnik miejski, rolnik, polityk, poseł na Sejm RP (zm. 2019)
  - Peter Rwamuhanda, ugandyjski lekkoatleta, płotkarz i sprinter (zm. 2008)
- 1954:
  - Santiago Creel, meksykański piłkarz
  - Pushpa Kamal Dahal, nepalski polityk, premier Nepalu
  - Jermaine Jackson, amerykański basista, piosenkarz
  - Vicki Randle, amerykańska muzyk, kompozytorka
- 1955:
  - David Atkins, australijski aktor, tancerz, choreograf
  - Horst Ehrmantraut, niemiecki piłkarz, trener
  - Leszek Małkowski, polski fotoreporter, dziennikarz motoryzacyjny (zm. 2010)
  - Adam Woś, polski polityk, samorządowiec, senator i poseł na Sejm RP, burmistrz miasta i gminy Sieniawa
- 1956:
  - Maciej Gielecki, polski polityk, samorządowiec
  - Ricardo Giusti, argentyński piłkarz
  - Andrew Lansley, brytyjski polityk
  - Stevie Young, australijski gitarzysta pochodzenia szkockiego, członek zespołu AC/DC
- 1957:
  - Antonio Napolioni, włoski duchowny katolicki, biskup Cremony
  - Daniel Zaragoza, meksykański bokser
- 1958:
  - Ever Hernández, salwadorski piłkarz
  - Isabella Hofmann, amerykańska aktorka
  - Chris Hughton, irlandzki piłkarz
  - Witalij Kaczanowski, rosyjski bokser, działacz sportowy (zm. 2020)
  - Michael Lee, brytyjski żużlowiec
  - Alberto Ruiz-Gallardón, hiszpański prawnik, polityk
  - João Carlos Seneme, brazylijski duchowny katolicki, biskup Toledo
  - Tom Shadyac, amerykański reżyser i producent filmowy, pisarz
  - Nikki Sixx, amerykański basista, członek zespołu Mötley Crüe
  - Jewgienij Szaronow, rosyjski piłkarz wodny
- 1959:
  - Barbara Borzymowska, polska pisarka, poetka, tłumaczka, architekt, malarka, psycholog
  - Yoshiko Miyazaki, japońska aktorka
- 1960:
  - Benjamín Galindo, meksykański piłkarz, trener
  - Frode Grytten, norweski pisarz, dziennikarz
  - Mirosław Karapyta, polski polityk, samorządowiec, wojewoda podkarpacki, marszałek województwa podkarpackiego
  - John Lukic, angielski piłkarz, bramkarz pochodzenia serbskiego
  - Piotr Natanek, polski suspendowany duchowny katolicki
  - Rachel Portman, brytyjska kompozytorka muzyki filmowej
- 1961:
  - Ingo Appelt, austriacki bobsleista
  - Philippe Favre, szwajcarski kierowca wyścigowy (zm. 2013)
  - Steve Nicol, szkocki piłkarz, trener
  - Macky Sall, senegalski polityk, premier i prezydent Senegalu
  - Jorge da Silva, urugwajski piłkarz, trener
- 1962:
  - Denise Biellmann, szwajcarska łyżwiarka figurowa
  - Ben Browder, amerykański aktor
  - Zbigniew Fryźlewicz, polski hokeista
  - Krzysztof Grabowski, polski perkusista, członek zespołu Dezerter
  - Theresa Griffin, brytyjska działaczka związkowa, polityk
  - Roland Günther, niemiecki kolarz torowy i szosowy
- 1963:
  - Mario Been, holenderski piłkarz, trener
  - Małgorzata Czerlonko, polska koszykarka
  - Claudia Kohde-Kilsch, niemiecka tenisistka
  - Dariusz Stola, polski historyk
  - Tachir Wachidow, uzbecki szachista
  - Nigel Winterburn, angielski piłkarz
- 1964:
  - Franco Ballerini, włoski kolarz szosowy (zm. 2010)
  - Mykoła Tomenko, ukraiński polityk
  - Miguel Varoni, argentyńsko-kolumbijski aktor
  - Carolyn Waldo, kanadyjska pływaczka synchroniczna
  - Marek Żelkowski, polski piłkarz science fiction i fantasy
- 1965:
  - Jolanta Barska, polska lekkoatletka, działaczka samorządowa, burmistrz Nysy
  - Waldemar Cudzik, polski aktor
  - Piotr Oliński, polski historyk
- 1966:
  - Elliot Bunney, brytyjski lekkoatleta, sprinter
  - Gary Dourdan, amerykański aktor
  - Adam Fedoruk, polski piłkarz, trener
  - Adolfo Ríos, meksykański piłkarz, bramkarz
- 1967:
  - Adel Abdelrahman, egipski piłkarz
  - DJ Yella, amerykański didżej, producent muzyczny, reżyser
  - Mo’Nique, amerykańska aktorka, komik, gospodyni talk-show
  - Joanna Przetakiewicz, polska projektantka mody
  - Katy Steding, amerykańska koszykarka, trenerka
- 1968:
  - Knut Tore Apeland, norweski narciarz, specjalista kombinacji norweskiej
  - Emmanuelle Charpentier, francuska genetyk, mikrobiolog, biochemik, laureatka Nagrody Nobla
  - Monique Garbrecht, niemiecka łyżwiarka szybka
  - Chris Liebing, niemiecki didżej, producent muzyczny
  - Fabrizio Ravanelli, włoski piłkarz
  - Dominika Wielowieyska, polska teatrolog, dziennikarka, publicystka
- 1969:
  - Viswanathan Anand, indyjski szachista
  - Peter Lines, angielski snookerzysta
  - Max Martini, amerykański aktor, reżyser, scenarzysta i producent filmowy pochodzenia włoskiego
  - Alessandro Melli, włoski piłkarz
  - Billal Zouani, algierski piłkarz
- 1970:
  - Grégori Baquet, francuski aktor, piosenkarz, reżyser i producent filmowy
  - Anne Grommerch, francuska polityk (zm. 2016)
  - Chris Henderson, amerykański piłkarz
  - Andrew Lewis, gujański bokser (zm. 2015)
  - Abderrahim Ouakili, marokański piłkarz (zm. 2023)
  - Nenad Pralija, chorwacki piłkarz
  - Enat Wilf, izraelska polityk
- 1971:
  - Moudachirou Amadou, beniński piłkarz
  - Izabela Czajko, polska lekkoatletka, sprinterka
  - Leigh Donovan, amerykańska kolarka górska
  - Paweł Grata, polski historyk, wykładowca akademicki
  - Sebastian Konrad, polski aktor
  - Lim O-kyeong, południowokoreańska piłkarka ręczna
  - Barbara Lubos-Święs, polska aktorka
- 1972:
  - Daniel Alfredsson, szwedzki hokeista
  - Sami Al-Jaber, saudyjski piłkarz
  - Michael Flegler, niemiecki szpadzista
  - Robert Gortat, polski bokser
  - Andrij Husin, ukraiński piłkarz (zm. 2014)
  - Rusty Joiner, amerykański aktor, model, instruktor fitness
  - Caren Lay, niemiecka polityk
  - Sigurd Rushfeldt, norweski piłkarz
  - Paulo Santos, portugalski piłkarz, bramkarz
  - Achtem Seitabłajew, ukraiński aktor, reżyser i scenarzysta filmowy pochodzenia krymskotatarskiego
  - LaMont Smith, amerykański lekkoatleta, sprinter
  - Żan Talesnikow, izraelski piłkarz
- 1973:
  - Mos Def, amerykański raper, aktor
  - Andrea Huser, szwajcarska kolarka górska (zm. 2020)
  - Virginie Joron, francuska działaczka samorządowa, prawnik, polityk, eurodeputowana
  - Anna Łukasik, polska menedżerka, wiceminister
  - Agnieszka Mosór, polska dziennikarka, prezenterka telewizyjna
  - Alexander Stöckl, austriacki skoczek narciarski, trener
- 1974:
  - Simon Addo, ghański piłkarz, bramkarz
  - Enrique Alfaro, meksykański piłkarz
  - Bogusław Kaczmarczyk, polski aktor
  - Adrian Mifsud, maltański piłkarz
  - Rafał Niżnik, polski piłkarz
  - Sławomir Nowak, polski polityk, poseł na Sejm RP, minister transportu, budownictwa i gospodarki morskiej
  - Tomasz Pięta, polski koszykarz
  - Julien Robert, francuski biathlonista
  - Gete Wami, etiopska lekkoatletka, biegaczka długodystansowa
  - Rafał Zwierz, polski aktor, radca prawny
- 1975:
  - Przemysław Angerman, polski reżyser i scenarzysta filmowy
  - Mamia Dżikia, gruziński piłkarz
  - Daouda Karaboué, francuski piłkarz, bramkarz pochodzenia iworyjskiego
  - Karolina Lutczyn, polska aktorka, piosenkarka, tancerka
  - Matthew Turner, brytyjski szachista
- 1976:
  - Shareef Abdur-Rahim, amerykański koszykarz
  - László Bodrogi, węgiersko-francuski kolarz szosowy
  - Tatjana Kotowa, rosyjska lekkoatletka, skoczkini w dal
  - Pascal Ojigwe, nigeryjski piłkarz
  - Timmy Simons, belgijski piłkarz
  - Anna Thompson, australijska lekkoatletka, biegaczka
- 1977:
  - Roberto Baronio, włoski piłkarz
  - Viliam Čacho, słowacki hokeista, trener
  - Andreas Geritzer, austriacki żeglarz sportowy
  - Anna Piróg, polska aktorka
  - Anna Rechnio, polska łyżwiarka figurowa
  - Łukasz Simlat, polski aktor
  - Mark Streit, szwajcarski hokeista
- 1978:
  - Aleksander Hnydiuk, polski szachista
  - Matthias John, niemiecki kolarz torowy
  - Nadia Styger, szwajcarska narciarka alpejska
- 1979:
  - Colleen Hoover, amerykańska pisarka
  - Markus Katzer, austriacki piłkarz
  - Paweł Olszewski, polski samorządowiec, polityk, poseł na Sejm RP
  - Rider Strong, amerykański aktor
- 1980:
  - Marit Fiane Christensen, norweska piłkarka
  - Anil Mann, indyjski zapaśnik
  - Savo Pavićević, czarnogórski piłkarz
- 1981:
  - Nikki Benz, kanadyjska aktorka pornograficzna
  - Rebekkah Brunson, amerykańska koszykarka
  - Jobie Dajka, australijski kolarz torowy (zm. 2009)
  - Marta Kuehn-Jarek, polska siatkarka
  - Bogusław Rąpała, polski hokeista
  - Javier Saviola, argentyński piłkarz
  - Bartosz Ślusarski, polski piłkarz
  - Zacky Vengeance, amerykański gitarzysta, członek zespołu Avenged Sevenfold
- 1982:
  - Craig Fagan, angielski piłkarz pochodzenia jamajskiego
  - Sašo Fornezzi, słoweński piłkarz, bramkarz
  - Chadżymurat Gacałow, rosyjski zapaśnik
  - Danyło Kozłow, ukraiński koszykarz
  - Natalia, hiszpańska piosenkarka
  - Stefanie Stüber, niemiecka zapaśniczka
- 1983:
  - Brendan Christian, sprinter z Antigui i Barbudy
  - Taghi Dadaszi, irański zapaśnik
  - Matevž Petek, słoweński snowboardzista
  - Witalij Radzionau, białoruski piłkarz
- 1984:
  - Leighton Baines, angielski piłkarz
  - Rachel Bragg, brytyjska siatkarka
  - Carlos Alberto, brazylijski piłkarz
  - Sandra Echeverría, meksykańska aktorka, piosenkarka
  - James Ellsworth, amerykański wrestler, promotor
  - Marc-Antoine Gbarssin, środkowoafrykański piłkarz
  - Natalia Martins, brazylijska siatkarka
  - Cristina Prună, rumuńska ekonomistka, polityk
  - Marlene Sinnig, niemiecka wioślarka
  - Olga Skabiejewa, rosyjska dziennikarka i prezenterka telewizyjna, komentatorka polityczna
  - Néstor Susaeta, hiszpański piłkarz
- 1985:
  - Melissa Gorman, australijska pływaczka długodystansowa
  - Ewa Agnieszka Grabowska, polska brydżystka
  - Aytaç Sulu, turecki piłkarz
  - Zdeněk Štybar, czeski kolarz przełajowy i szosowy
- 1986:
  - Jackson Bird, australijski krykiecista
  - Roy Hibbert, amerykański koszykarz pochodzenia jamajskiego
  - Alex House, kanadyjski aktor
  - Ali Maksid, kuwejcki piłkarz
- 1987:
  - Jonas Ahnelöv, szwedzki hokeista
  - Amir Ali Akbari, irański zapaśnik
  - Armend Alimi, macedoński piłkarz, bramkarz
  - Moe Dunford, irlandzki aktor
  - Fabian Johnson, amerykański piłkarz pochodzenia niemieckiego
  - Gawain Jones, brytyjski szachista
  - Gergana Marinowa, bułgarska siatkarka
  - Ołesia Rychluk, ukraińska siatkarka
- 1988:
  - Alia Atkinson, jamajska pływaczka
  - Éverton Cardoso, brazylijski piłkarz
  - Kim Kyong-il, północnokoreański piłkarz
  - Tomasz Landowski, polski hokeista
  - Martyna Prawdzik, polska judoczka
  - Božo Starčević, chorwacki zapaśnik
  - Anton Ziemlanuchin, kirgiski piłkarz
- 1989:
  - Simone Ponti, włoski wioślarz
  - Kamil Poźniak, polski piłkarz
  - Jordan Theodore, amerykańsko-macedoński koszykarz
- 1990:
  - Billy Baron, amerykański koszykarz
  - Gina Dirawi, szwedzka blogerka, prezenterka telewizyjna, komik pochodzenia palestyńskiego
  - He Zi, chińska skoczkini do wody
  - Izabela Śliwa, polska siatkarka
  - Olivera Medić, serbska siatkarka
  - Marco Orsi, włoski pływak
  - Alice Parisi, włoska piłkarka
  - Clayton Parros, amerykański lekkoatleta, sprinter
- 1991:
  - Anna Bergendahl, szwedzka piosenkarka
  - Nick Kellogg, amerykański koszykarz
  - Jan Vandrey, niemiecki kajakarz, kanadyjkarz
  - Danny Ward, angielski piłkarz
- 1992:
  - Malcolm Brogdon, amerykański koszykarz
  - Jekatierina Gnidienko, rosyjska kolarka torowa
  - Enej Jelenič, słoweński piłkarz
  - Jan Klobučar, słoweński siatkarz
  - Gen Shōji, japoński piłkarz
  - Michał Sokołowski, polski koszykarz
- 1993:
  - Saihou Gassama, gambijski piłkarz
  - Cameron Smith, szkocki curler
  - Brenda Daniela Uribe, peruwiańska siatkarka
- 1994:
  - Darko Đukić, serbski piłkarz ręczny
  - Gework Gharibian, ormiański zapaśnik
  - Márk Királykúti, węgierski kierowca wyścigowy
  - Czono Penczew, bułgarski siatkarz
  - Rozalin Penczew, bułgarski siatkarz
  - Jessica Silva, portugalska piłkarka
  - Trevon Williams, grenadyjski piłkarz
- 1995:
  - Jalen Adams, amerykański koszykarz
  - Iván Salvador Edú, piłkarz z Gwinei Równikowej
  - Yūki Ishikawa, japoński siatkarz
- 1996:
  - Yasemin Can, turecka lekkoatletka, biegaczka długodystansowa pochodzenia kenijskiego
  - Jack Griffo, amerykański aktor, piosenkarz
  - Matej Kök, słoweński siatkarz
  - Johanna Matintalo, fińska biegaczka narciarska
  - Eliza McCartney, nowozelandzka lekkoatletka, tyczkarka
  - Hailee Steinfeld, amerykańska aktorka, piosenkarka
- 1997:
  - Aly Abeid, mauretański piłkarz
  - James Bree, angielski piłkarz
  - Ikuma Horishima, japoński narciarz dowolny
  - Konstandinos Mawropanos, grecki piłkarz
  - Semen Nowikow, ukraiński zapaśnik
  - Matthew Tkachuk, amerykański hokeista pochodzenia ukraińskiego
- 1998:
  - Álex Bermejo, hiszpański piłkarz
  - Ahmed Reshid, etiopski piłkarz
- 1999:
  - Abu-Muslim Amajew, rosyjski i bułgarski zapaśnik
  - Lazar Kojić, serbski piłkarz
  - Mads Boe Mikkelsen, farerski piłkarz
- 2000:
  - Dimityr Dimitrow, bułgarski siatkarz
  - Améline Douarre, francuska zapaśniczka
  - Onyeka Okongwu, amerykański koszykarz pochodzenia nigeryjskiego
  - Simon Pytlick, duński piłkarz ręczny
  - Josha Vagnoman, niemiecki piłkarz pochodzenia iworyjskiego
- 2001:
  - Armel Bella-Kotchap, niemiecki piłkarz pochodzenia kameruńskiego
  - Aliyah Boston, amerykańska koszykarka
- 2002:
  - Ami Ishii, japońska zapaśniczka
  - Aviel Zargary, izraelski piłkarz
- 2003:
  - Rania Harbaoui, tunezyjska judoczka
  - Giorgio Scalvini, włoski piłkarz
- 2004 – Jasmina Kadyrowa, rosyjska łyżwiarka figurowa

## Zmarli
- 384 – Damazy I, papież, święty (ur. 305)
- 969 – Nicefor II Fokas, cesarz bizantyński (ur. ok. 912)
- 1121 – Al-Afdal, wezyr Fatymidów (ur. 1066)
- 1241 – Ugedej, władca Imperium mongolskiego (ur. 1185)
- 1282:
  - Llywelyn Ostatni, ostatni książę niepodległej Walii (ur. ok. 1223)
  - Michał VIII Paleolog, cesarz Nicei, cesarz bizantyński (ur. 1225)
- 1344 – Fryderyk II, książę Austrii (ur. 1327)
- 1418 – Ludwik Sabaudzki-Achajski, władca Piemontu, tytularny książę Achai (ur. 1364)
- 1474 – Henryk IV, król Kastylii i Leónu (ur. 1424)
- 1481 – Karol IV Andegaweński, hrabia Maine (ur. 1436)
- 1513 – Bernardino di Betto, włoski malarz (ur. ok. 1454)
- 1532 – Pietro Accolti, włoski kardynał (ur. 1455)
- 1537 – Jan Karnkowski, polski duchowny katolicki, biskup przemyski i kujawski, sekretarz królewski (ur. 1472)
- 1581 – Maria Habsburg, arcyksiężniczka Austrii, księżna Jülich-Kleve-Berg (ur. 1531)
- 1582 – Fernando Álvarez de Toledo, książę Alby, namiestnik Niderlandów Habsburskich, wicekról Portugalii (ur. 1507)
- 1598 – Stanisław Latalski, polski szlachcic, polityk (ur. 1535)
- 1610 – (data pogrzebu) Adam Elsheimer, niemiecki malarz, grafik (ur. 1578)
- 1628:
  - Cezar d’Este, książę Ferrary i Modeny (ur. 1561)
  - Jan Rozdrażewski, polski szlachcic, polityk (ur. ok. 1595)
- 1643:
  - Artur Bell, angielski franciszkanin, męczennik, błogosławiony (ur. 1590)
  - Herman Wrangel, szwedzki dowódca wojskowy, polityk pochodzenia niemieckiego (ur. 1584 lub 87)
- 1655 – Pieter Nuyts, holenderski żeglarz, odkrywca (ur. 1598)
- 1669 – Anna Maria, księżniczka Meklemburgii-Schwerin, księżna Saksonii-Weißenfels (ur. 1627)
- 1686 – Ludwik Burbon, francuski książę, wojskowy, marszałek Francji (ur. 1621)
- 1694 – Ranuccio II Farnese, książę Parmy (ur. 1630)
- 1702 – Giacomo Cantelmi, włoski duchowny katolicki, arcybiskup Neapolu, nuncjusz apostolski, kardynał (ur. 1645)
- 1715 – Józef Piola, polski architekt pochodzenia włoskiego (ur. 1669)
- 1727 – Seweryn Szczuka, polski duchowny katolicki, biskup pomocniczy chełmiński (ur. 1651)
- 1752 – Adolf Fryderyk III, książę Meklemburgii-Strelitz (ur. 1686)
- 1756:
  - Maria Amalia Habsburg, księżna bawarska, cesarzowa rzymsko-niemiecka, królowa czeska (ur. 1701)
  - Paisjusz II, ekumeniczny patriarcha Konstantynopola (ur. ?)
  - Teodor I Neuhoff, niemiecki wojskowy, dyplomata, król Korsyki (ur. 1694)
- 1764 – Jerzy Schlag, polski pastor, wydawca, tłumacz (ur. 1692)
- 1779 – Alessandro Albani, włoski kardynał (ur. 1692)
- 1781 – Stanisław Kostka Dembiński, polski szlachcic, polityk (ur. 1708)
- 1786 – Thomas Villiers, brytyjski arystokrata, polityk (ur. 1709)
- 1796 – Johann Daniel Titius, niemiecki astronom, fizyk, biolog (ur. 1729)
- 1803 – William Vans Murray, amerykański prawnik, polityk, dyplomata (ur. 1760)
- 1811 – Seweryn Rzewuski, polski generał, hetman polny koronny, pisarz polityczny, mówca, dramatopisarz, poeta (ur. 1743)
- 1817:
  - Antoni Bazyli Dzieduszycki, polski polityk, dyplomata (ur. 1757)
  - Maria Walewska, polska hrabina (ur. 1786)
- 1826 – Maria Leopoldyna Habsburg, arcyksiężna austriacka, królowa portugalska, cesarzowa brazylijska (ur. 1797)
- 1831 – José María de Torrijos y Uriarte, hiszpański arystokrata, generał, polityk (ur. 1791)
- 1838 – Isaac Tichenor, amerykański prawnik, polityk (ur. 1754)
- 1840:
  - Louis-François Jauffret, francuski antropolog, historyk, poeta, pedagog (ur. 1770)
  - Kōkaku, cesarz Japonii (ur. 1771)
- 1843 – Casimir Delavigne, francuski poeta, dramaturg (ur. 1793)
- 1844 – Théodore Gechter, francuski rzeźbiarz (ur. 1795)
- 1854 – Mateja Nenadović, serbski duchowny prawosławny, arcybiskup Valjeva, polityk, premier Serbii (ur. 1777)
- 1872:
  - Alexandre Vincent Jandel, francuski dominikanin, generał zakonu (ur. 1810)
  - Kamehameha V, król Hawajów (ur. 1830)
- 1873 – Oswald Kerner, niemiecki polityk, nadburmistrz Katowic (ur. 1833)
- 1880 – Oliver Winchester, amerykański konstruktor broni, przemysłowiec (ur. 1810)
- 1881 – Grzegorz Józef Romaszkan, polski duchowny katolicki, arcybiskup lwowski obrządku ormiańskiego (ur. 1809)
- 1883 – Antoni Sławomir Mirecki, polski inżynier (ur. 1809)
- 1884 – Placidus Ralli, włoski duchowny katolicki, sekretarz Świętej Kongregacji Obrzędów, łaciński patriarcha Antiochii (ur. 1804)
- 1886 – Johannes Baptist Franzelin, austriacki jezuita, kardynał, teolog (ur. 1816)
- 1889 – Jarosław Kossakowski, polski działacz niepodległościowy, uczestnik powstania styczniowego, zesłaniec (ur. 1842)
- 1891:
  - Feliks Jakub Halpert, polski bankier pochodzenia żydowskiego (ur. 1840)
  - Ołeksandr Potebnia, ukraiński językoznawca, etnograf, filozof, tłumacz, wykładowca akademicki (ur. 1835)
- 1896 – Jan Gałuszkiewicz, polski malarz (ur. 1823)
- 1897 – Gardiner Greene Hubbard, amerykański prawnik, finansista, filantrop (ur. 1822)
- 1898 – Calixto García, kubański generał, bojownik o niepodległość kraju (ur. 1839)
- 1899:
  - Adam Grabowski, polski hrabia, uczestnik powstania styczniowego (ur. 1827)
  - Marietta Piccolomini, włoska śpiewaczka operowa (sopran) (ur. 1834)
- 1903 – Martin Hattala, słowacki duchowny katolicki, językoznawca, slawista, wykładowca akademicki (ur. 1821)
- 1906:
  - Amédée Mannheim, francuski matematyk, wykładowca akademicki, oficer artylerii (ur. 1831)
  - Fitzhugh Townsend, amerykański florecista (ur. 1872)
- 1907:
  - Józef Andersz, polski bojowiec PPS (ur. 1885)
  - Benjamin Champney, amerykański malarz (ur. 1817)
- 1909:
  - Jan Kupiec, polski poeta, działacz oświatowy i polityczny (ur. 1841)
  - Piotr Lesgaft, rosyjski chirurg, anatom, pedagog (ur. 1837)
  - Ludwig Mond, brytyjski chemik, przemysłowiec pochodzenia niemiecko-żydowskiego (ur. 1839)
- 1910 – Jules Tannery, francuski matematyk, wykładowca akademicki (ur. 1848)
- 1911 – Prithvi, król Nepalu (ur. 1875)
- 1912 – Margarethe Traube-Mengarini, niemiecko-włoska fizjolog (ur. 1856)
- 1914:
  - Hugo Hurter, szwajcarski jezuita, teolog (ur. 1832)
  - Ludwik Norblin, polski metalowiec, platernik (ur. 1836)
- 1915 – Henryk Dembiński, polski ziemianin, polityk (ur. 1866)
- 1918:
  - Ivan Cankar, słoweński pisarz (ur. 1876)
  - Giulio Tonti, włoski kardynał, dyplomata papieski (ur. 1844)
- 1919 – Teofil Merunowicz, polski dziennikarz, polityk (ur. 1846)
- 1920 – Apolinary Thieme, polski ginekolog-położnik (ur. 1846)
- 1921:
  - Hardinge Giffard, brytyjski arystokrata, prawnik, polityk (ur. 1823)
  - Robert de Montesquiou, francuski poeta, kolekcjoner dzieł (ur. 1855)
  - Franciszek Vetulani, polski inżynier meliorant, urzędnik (ur. 1856)
- 1922:
  - Jan Kałuszewski, polski działacz socjalistyczny i związkowy (ur. 1890)
  - Antoni Szulczyński, polski malarz (ur. 1877)
- 1925:
  - Jan Fryderyk Heurich, polski architekt, polityk, minister sztuki i kultury (ur. 1873)
  - Julian Michaux, polski kapitan, szablista, trener pochodzenia belgijskiego (ur. 1867)
- 1929:
  - Jan Kamiński, polski lekarz, tytularny generał brygady (ur. 1870)
  - Napoleon Rouba, polski dziennikarz, krytyk teatralny (ur. 1860)
- 1930:
  - Friedrich von Bernhardi, niemiecki generał (ur. 1849)
  - José Toribio Medina, chilijski historyk, pisarz, bibliograf, dyplomata, polityk, burmistrz Santiago (ur. 1852)
- 1931:
  - Aleksander Kraushar, polski prawnik, historyk, publicysta, poeta pochodzenia żydowskiego (ur. 1843)
  - Kamil Mackiewicz, polski karykaturzysta, ilustrator książek (ur. 1886)
- 1932 – Victor Eisenmenger, austriacki lekarz (ur. 1864)
- 1933 – Georges Friedel, francuski mineralog, krystalograf, wykładowca akademicki (ur. 1865)
- 1934 – Adolf Bielefeldt, niemiecki architekt pochodzenia żydowskiego (ur. 1876)
- 1935:
  - Aleksander Lewicki, polski ziemianin, kupiec, przemysłowiec, działacz społeczny, podpułkownik rezerwy artylerii (ur. 1877)
  - Jan Prokeš, czeski dziennikarz, polityk (ur. 1873)
- 1936:
  - Franciszek Neuhauser, polski pianista, kompozytor (ur. 1861)
  - Pilar Villalonga Villalba, hiszpańska działaczka Akcji Katolickiej, męczennica, błogosławiona (ur. 1891)
- 1937:
  - Jaan Anvelt, estoński działacz komunistyczny (ur. 1884)
  - Serafin (Cziczagow), rosyjski biskup prawosławny, święty nowomęczennik (ur. 1856)
  - Gaja Gaj, radziecki komkor pochodzenia ormiańskiego (ur. 1887)
  - Michaił Gobeczija, gruziński działacz komunistyczny (ur. 1902)
  - Zofia Nalepińska-Bojczuk, polska malarka, ilustratorka książek (ur. 1884)
  - Iwane Orachelaszwili, gruziński polityk komunistyczny (ur. 1881)
  - Jan Paszyn, polski działacz komunistyczny (ur. 1892)
  - Franciszek Przebindowski, polski malarz (ur. 1873)
- 1938:
  - Christian Lous Lange, norweski filolog, polityk, dyplomata, laureat Pokojowej Nagrody Nobla (ur. 1869)
  - Gerard Szmyd, polski duchowny katolicki, teolog, kanonik, kapelan wojskowy i harcerski (ur. 1885)
- 1941:
  - Frank Conrad, amerykański inżynier, wynalazca (ur. 1874)
  - Bronisław Gembarzewski, polski pułkownik saperów, historyk wojskowości, muzealnik (ur. 1872)
  - John Gillespie Magee, amerykański pilot wojskowy, poeta (ur. 1922)
  - Wiktor Malewski, polski podporucznik, uczestnik powstania styczniowego (ur. 1846)
  - Bronisław Ryś, polski nauczyciel, działacz harcerski (ur. 1907)
  - Kazimierz Sykulski, polski duchowny katolicki, polityk, poseł na Sejm Ustawodawczy, męczennik, błogosławiony (ur. 1882)
- 1942:
  - Stanisław Klimecki, polski prawnik, działacz społeczny, prezydent Krakowa (ur. 1883)
  - Séraphine Louis, francuska malarka-prymitywistka (ur. 1864)
- 1943:
  - Hildegarda Bigocka, polska harcerka, kurierka AK (ur. 1910)
  - Zofia Kraczkiewiczówna, polska nauczycielka, kierownik komórki łączności SZP-ZWZ-AK (ur. 1902)
  - Józef Maciąg, polski kapitan piechoty (ur. 1914)
- 1945:
  - Seweryn Eisenberger, polski pianista pochodzenia żydowskiego (ur. 1879)
  - Charles Fabry, francuski fizyk, wykładowca akademicki (ur. 1867)
  - Franciszek Ksawery Kurkowski, polski duchowny katolicki, szambelan papieski dla Polonii amerykańskiej (ur. 1884)
- 1946 – Carl Schneider, niemiecki psychiatra, wykładowca akademicki (ur. 1891)
- 1947:
  - Gilfan Batarszyn, radziecki major (ur. 1914)
  - Aleksandër Stavre Drenova, albański poeta, autor słów hymnu Albanii (ur. 1872)
- 1949:
  - Marian Grzybowski, polski dermatolog (ur. 1895)
  - Rudolf Komorek, polski duchowny katolicki, salezjanin, błogosławiony (ur. 1890)
- 1950:
  - Juho Heiskanen, fiński generał (ur. 1889)
  - Rudolf Karsch, niemiecki kolarz torowy (ur. 1913)
- 1951 – Christopher Addison, brytyjski arystokrata, lekarz, polityk (ur. 1869)
- 1953 – Sedat Simavi, turecki wydawca, dziennikarz, rysownik, pisarz, filmowiec (ur. 1896)
- 1954 – Teodor Łapiński, polski psychiatra (ur. 1872)
- 1955:
  - Archer Milton Huntington, amerykański filantrop, pisarz, kolekcjoner dzieł sztuki (ur. 1870)
  - Izydor Kurzrok, polski neurolog, działacz społeczny (ur. 1893)
  - Frank Merrill, amerykański generał major (ur. 1903)
- 1956 – Kazimierz Szubert, polski aktor (ur. 1922)
- 1957:
  - Frederick G. Creed, kanadyjski wynalazca (ur. 1871)
  - Musidora, francuska aktorka (ur. 1889)
- 1959 – Gustaf Johnsson, szwedzki gimnastyk (ur. 1890)
- 1961:
  - Ingo Krüger, niemiecka ofiara muru berlińskiego (ur. 1940)
  - Alexandru Săvulescu, rumuński piłkarz, trener (ur. 1898)
- 1962:
  - Wsiewołod Siergiejew, radziecki generał porucznik (ur. 1891)
  - Jorma Valkama, fiński lekkoatleta, skoczek w dal (ur. 1928)
- 1963:
  - Mieczysław Jakubowski, polski polityk, poseł na Sejm RP (ur. 1896)
  - Andrzej Malewski, polski psycholog społeczny, socjolog, wykładowca akademicki (ur. 1929)
  - Zdzisław Suwalski, polski aktor (ur. 1907)
- 1964:
  - Sam Cooke, amerykański kompozytor, piosenkarz (ur. 1931)
  - Alma Mahler-Werfel, austriacka kompozytorka, malarka (ur. 1879)
  - Thomas Wedge, brytyjski rugbysta (ur. 1881)
- 1965:
  - Władimir Bogaczow, rosyjski geolog, paleontolog, wykładowca akademicki (ur. 1881)
  - Luigi Maiocco, włoski gimnastyk (ur. 1892)
- 1967:
  - Sidor Kowpak, radziecki dowódca partyzancki (ur. 1887)
  - Victor de Sabata, włoski dyrygent, kompozytor (ur. 1892)
- 1968 – Edward Lewis Bartlett, amerykański polityk (ur. 1904)
- 1969:
  - Henri Bréau, francuski kolarz torowy (ur. 1900)
  - Wasyl Serafymowycz, ukraiński polityk, poseł na Sejm RP pochodzenia ukraińskiego (ur. 1893)
  - Izabela Stachowicz, polska pisarka, muza artystów, skandalistka pochodzenia żydowskiego (ur. 1897)
- 1970 – Akira Nishiguchi, japoński oszust, seryjny morderca (ur. 1925)
- 1971 – Karel Konrád, czeski pisarz, dziennikarz (ur. 1899)
- 1972:
  - Leon Furmanowicz, polski major (ur. 1899)
  - Jovan Hadži, jugosłowiański biolog, wykładowca akademicki (ur. 1884)
  - Tom Sneddon, szkocki piłkarz, trener (ur. 1912)
- 1973:
  - Waldemar Preiss, polski duchowny luterański (ur. 1908)
  - Antoni Szymański, polski generał brygady (ur. 1894)
- 1974:
  - Maria Maravillas od Jezusa, hiszpańska karmelitanka, święta (ur. 1891)
  - Juliusz Starzyński, polski historyk i krytyk sztuki, wykładowca akademicki (ur. 1906)
- 1975:
  - Marian Franciszek Kowalski, polski podpułkownik piechoty (ur. 1895)
  - Eino Kuvaja, fiński podpułkownik, biathlonista, działacz sportowy (ur. 1906)
  - Walentina Sierowa, rosyjska aktorka (ur. 1917)
- 1976 – Maria Wiercińska, polska aktorka, reżyserka teatralna (ur. 1902)
- 1978:
  - John Rutherford Gordon, australijski pilot wojskowy, as myśliwski (ur. 1895)
  - Vincent du Vigneaud, amerykański biochemik, wykładowca akademicki, laureat Nagrody Nobla (ur. 1901)
- 1979 – Wincenty Granat, polski duchowny katolicki, teolog, filozof, Sługa Boży (ur. 1900)
- 1980 – Wiktoria Luiza, księżniczka pruska, księżna Hanoweru i Brunszwiku (ur. 1892)
- 1981:
  - Wacław Bitner, polski adwokat, polityk, poseł na Sejm RP (ur. 1893)
  - Giovanni Gravelli, włoski duchowny katolicki, arcybiskup, nuncjusz apostolski (ur. 1922)
  - Michele Orecchia, włoski kolarz szosowy (ur. 1903)
- 1983:
  - Edward Ałaszewski, polski siatkarz, koszykarz, karykaturzysta (ur. 1908)
  - Harold Stephen Black, amerykański inżynier elektryk, naukowiec, wynalazca (ur. 1898)
  - Szymon Laks, polski kompozytor, dyrygent, pianista, pisarz, tłumacz pochodzenia żydowskiego (ur. 1901)
  - Neil Ritchie, brytyjski generał (ur. 1897)
  - Edward Woźniak, polski pułkownik, dziennikarz i działacz sportowy (ur. 1924)
- 1984:
  - Nate Bowman, amerykański koszykarz (ur. 1943)
  - Pentti Hämäläinen, fiński bokser (ur. 1929)
  - Klemens Tilmann, niemiecki duchowny i teolog katolicki, pisarz (ur. 1904)
- 1985 – Renata Radojewska, polsko-amerykańska aktorka (ur. 1914)
- 1986:
  - Paul Keenan, amerykański aktor (ur. 1955)
  - Jerzy Ignacy Skowroński, polski elektrotechnik, wykładowca akademicki (ur. 1901)
- 1987:
  - Emil Mazuw, niemiecki funkcjonariusz i zbrodniarz nazistowski (ur. 1900)
  - William Mustard, kanadyjski chirurg, kardiochirurg (ur. 1914)
- 1988 – Karol Górski, polski historyk, wykładowca akademicki, działacz katolicki (ur. 1903)
- 1989:
  - Lindsay Crosby, amerykański piosenkarz, aktor (ur. 1938)
  - Eulalia Wicherska, polska piosenkarka, aktorka (ur. 1918)
- 1990:
  - Arkadij Stołypin, rosyjski działacz polityczny i religijny, pisarz, publicysta (ur. 1903)
  - Andrzej Tylec, polski perkusista (ur. 1949)
  - Izabela Wasiak, polska nauczycielka, działaczka oświatowa, wydawca publikacji drugiego obiegu (ur. 1927)
- 1991:
  - Artur Lundkvist, szwedzki prozaik, poeta, krytyk literacki (ur. 1906)
  - Adam Ochocki, polski dziennikarz, pisarz, satyryk scenarzysta filmów animowanych (ur. 1913)
  - Filippo Pocci, włoski duchowny katolicki, biskup pomocniczy rzymski (ur. 1912)
- 1992 – Kazimierz Żbikowski, polski lekkoatleta, średnio- i długodystansowiec (ur. 1932)
- 1993:
  - Jerzy Juskowiak, polski lekkoatleta, sprinter (ur. 1939)
  - Paul Mebus, niemiecki piłkarz (ur. 1920)
- 1994:
  - Wiera Kuzniecowa, rosyjska aktorka (ur. 1907)
  - Stanisław Maczek, polski generał dywizji pochodzenia chorwackiego (ur. 1892)
  - Julij Rajzman, rosyjski reżyser filmowy (ur. 1903)
- 1995:
  - Marta Fik, polska historyk, krytyk teatralny (ur. 1937)
  - Robert Lado, amerykański językoznawca, wykładowca akademicki pochodzenia hiszpańskiego (ur. 1915)
- 1997 – Edward Arnold Chapman, brytyjski przestępca, szpieg (ur. 1914)
- 1998:
  - Jimmy Mackay, australijski piłkarz pochodzenia szkockiego (ur. 1943)
  - Anton Stankowski, niemiecki malarz, grafik, fotografik (ur. 1906)
- 2000:
  - Pauline Curley, amerykańska aktorka (ur. 1903)
  - Johannes Virolainen, fiński polityk, premier Finlandii (ur. 1914)
- 2003:
  - Ahmadou Kourouma, iworyjski pisarz (ur. 1927)
  - Zygmunt Sadowski, polski generał broni (ur. 1946)
  - Paulos Tzadua, etiopski duchowny katolicki, arcybiskup Addis Abeby, kardynał (ur. 1921)
- 2004:
  - Włodzimierz Berutowicz, polski prawnik, polityk, poseł na Sejm PRL, pierwszy prezes Sądu Najwyższego, minister sprawiedliwości (ur. 1914)
  - Marian Masłoń, polski piłkarz, trener (ur. 1930)
  - M.S. Subbulakshmi, indyjska śpiewaczka (ur. 1916)
- 2005:
  - Maria Kaniewska, polska aktorka, scenarzystka i reżyserka filmowa (ur. 1911)
  - Anatolij Kartaszow, radziecki pilot wojskowy, kosmonauta (ur. 1932)
- 2006 – Jürgen Peiffer, niemiecki neurolog, historyk medycyny (ur. 1922)
- 2007:
  - Wally Green, brytyjski żużlowiec (ur. 1918)
  - Nicholas Kao Se Tseien, chiński duchowny katolicki, superstulatek (ur. 1897)
- 2008:
  - Zofia Jarema, polska reżyserka, scenografka (ur. 1919)
  - Bettie Page, amerykańska modelka (ur. 1923)
  - Giovanni de Riu, włoski kierowca wyścigowy (ur. 1924)
- 2009 – Katarzyna Latałło, polska malarka, grafik, ilustrator, reżyser filmów animowanych (ur. 1924)
- 2010:
  - Urszula Modrzyńska, polska aktorka (ur. 1928)
  - Remigiusz Sobański, polski duchowny katolicki, prawnik (ur. 1930)
- 2011:
  - John Patrick Foley, amerykański kardynał (ur. 1935)
  - Leszek Skrzydło, polski reżyser filmów dokumentalnych (ur. 1931)
- 2012:
  - Otokar Balcy, polski operator dźwięku w filmach animowanych (ur. 1924)
  - Albert Otto Hirschman, amerykański ekonomista (ur. 1915)
  - Ravi Shankar, indyjski kompozytor, wirtuoz gry na sitarze (ur. 1920)
  - Colleen Walker, amerykańska golfistka (ur. 1956)
  - Galina Wiszniewska, rosyjska śpiewaczka operowa (sopran) (ur. 1926)
- 2013 – Gipo Farassino, włoski piosenkarz, kompozytor, polityk (ur. 1934)
- 2014:
  - George Ardisson, włoski aktor (ur. 1931)
  - Wiktor Pietrow, rosyjski polityk (ur. 1935)
- 2015:
  - Jake Howard, australijski rugbysta, trener (ur. 1945)
  - Tadeusz Michał Lachowicz, polski mikrobiolog, wykładowca akademicki (ur. 1930)
  - Jiří Paďour, czeski duchowny katolicki, biskup pomocniczy praski, biskup czeskobudziejowicki (ur. 1943)
  - John Williams, amerykański koszykarz (ur. 1962)
- 2016 – Esma Redżepowa, macedońska piosenkarka, kompozytorka (ur. 1943)
- 2017:
  - Irena Byszewska, polska aktorka (ur. 1924)
  - Charles Robert Jenkins, amerykański żołnierz (ur. 1940)
- 2018:
  - Aleksandra Cieślikowa, polska językoznawczyni, wykładowczyni akademicka (ur. 1936)
  - Konrad Frejdlich, polski poeta, prozaik, scenarzysta filmowy, tłumacz (ur. 1940)
- 2019:
  - Albert Bertelsen, duński malarz, grafik (ur. 1921)
  - Henry Ssentongo, ugandyjski duchowny katolicki, biskup Moroto (ur. 1936)
  - Anna Włodarczyk, polska charakteryzatorka filmowa (ur. 1932)
- 2020:
  - James Flynn, nowozelandzki psycholog, filozof, wykładowca akademicki pochodzenia amerykańskiego (ur. 1934)
  - Kim Ki-duk, południowokoreański aktor, reżyser filmowy (ur. 1960)
  - Adam Koseski, polski historyk, politolog, wykładowca akademicki (ur. 1939)
  - Jerzy Przeździecki, polski prozaik, dramaturg, scenarzysta filmowy (ur. 1927)
  - Jerzy Treutler, polski grafik, plakacista, ilustrator (ur. 1931)
  - Irena Veisaitė, litewska literaturoznawczyni, teatrolog, aktywistka na rzecz praw człowieka (ur. 1928)
- 2021:
  - Janusz Bargieł, polski samorządowiec, polityk, senator RP (ur. 1958)
  - Mecnur Çolak, turecki piłkarz (ur. 1967)
  - Anna Grabińska-Łoniewska, polska mikrobiolog, biotechnolog (ur. 1938)
  - Marek Jawor, polski dziennikarz, wydawca, fotografik, działacz społeczny (ur. 1954)
  - Kazimierz Pustelak, polski śpiewak operowy (tenor) (ur. 1930)
  - Anne Rice, amerykańska pisarka (ur. 1941)
  - Manuel Santana, hiszpański tenisista (ur. 1938)
- 2022:
  - Angelo Badalamenti, amerykański kompozytor muzyki filmowej (ur. 1937)
  - Mosze Mizrachi, izraelski prawnik, polityk (ur. 1950)
- 2023:
  - Andre Braugher, amerykański aktor (ur. 1962)
  - Zygmunt Hemmerling, polski historyk, politolog (ur. 1929)
  - Ferdinand Keller, niemiecki piłkarz (ur. 1946)
  - Edgar Quinteros, boliwijski piłkarz (ur. 1940)
- 2024:
  - Wojciech Kądziela, polski biofizyk (ur. 1930)
  - Jim Leach, amerykański politolog, polityk (ur. 1942)
  - Albert Starr, amerykański kardiochirurg (ur. 1926)
  - Marek Żyliński, polski polityk, samorządowiec, poseł na Sejm RP, burmistrz Zalewa (ur. 1952)